# Orschwiller

Orschwiller este o comună în departamentul Bas-Rhin, Franța. În 1 ianuarie 2022 avea o populație de 627 de locuitori.